# 도구 모음

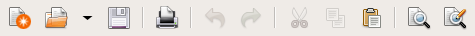
우분투에서 실행한 gedit의 도구 모음.

컴퓨터 모니터의 그래픽 사용자 인터페이스에서 도구 모음(문화어: 도구띠) 또는 툴바(Toolbar)는 가로나 세로로 쭉 퍼져 있거나, 화면 위의 단추, 아이콘들의 블록으로 되어 있으며, 마우스로 클릭할 때, 프로그램의 특정한 기능이 수행된다. 대한민국에서는 보통 전반적인 기능을 설명할 때에는 "도구 모음"이라는 낱말로 번역되어 사용되지만, 어떠한 프로그램 안의 특정한 기능을 설명할 때에는 "툴바"라고 옮기는 것이 보통이다.
초기 형태의 도구 모음은 프로그래머가 직접 정의하였으며, 여러 기능을 설정하였다. 그러나 현대의 프로그램과 운영 체제 대부분은 최종 사용자가 취향에 맞게 도구 모음을 꾸밀 수 있는 기능을 제공한다. 마음대로 꾸밀 수 있는 도구 모음의 두드러진 예는 마이크로소프트 윈도우의 작업 표시줄이다. "확장이 되는 프로그램 메뉴, 작업 정렬, 시스템 알림 영역(시스템 트레이), 시계"의 범위를 정할 수 있다.
도구 모음은 1973년 제록스 알토에 처음 출현하였다.
도구 모음은 인터넷 익스플로러와 모질라 파이어폭스와 같은 웹 브라우저의 추가 기능에서 쉽게 찾아 볼 수 있다. 마이크로소프트 워드에서도 쉽게 찾을 수 있었으나 2007 버전에서는 사용자 인터페이스의 변화로 찾아 보기가 쉽지 않다.

## 웹 브라우저 도구 모음
브라우저를 위한 도구 모음은 최종 사용자에게 사용하기 쉬운 옵션과 기능을 추가하는 것으로 알려져 있다. 브라우저는 그 스스로가 기본 탐색 (뒤로, 중지, 새로 고침 등)을 제어하는 반면, 도구 모음은 브라우저의 부가 기능을 추가하는 것이 보통이다. (부가 검색 영역, 틀 채우기, 인기 있는 사이트들의 링크 등)
서드 파티 웹 브라우저 도구 모음은 다음을 포함한다:
- 알렉사 툴바
- AOL 툴바
- Dictionary.com 툴바
- 이베이 툴바
- 구글 툴바
- 맵퀘스트 툴바
- MSN 툴바
- 스카이프 툴바
- StumbleUpon 툴바
- 위키백과:위키백과 툴바 (en)
- 윈도 라이브 툴바
- 야후! 툴바
- 알툴바
- 네이버 툴바

## 웹 브라우저 논란
서드 파티 브라우저 도구 모음이 최종 사용자에게 기능을 추가하기도 하지만, 보통은 도구 모음과 브라우저 프로그램 사이에 알려진 보안 결함 때문에 처치 곤란한 것으로 여겨진다. 게다가, 많은 수의 서드 파티 도구 모음들은 이러한 보안 결함 노출을 목적으로 만들어진다. 검색 표시줄로 노출됨으로써, 이러한 상주 트로이 목마 바이러스들은 사용자에게 광고 폭격을 하는 것뿐 아니라 다른 바이러스와 스파이웨어에 발을 들여 놓는 역할을 한다. 이러한 도구 모음의 다른 일상적인 특징으로는 이러한 도구 모음들을 일반적인 수단으로 제거될 수 없다는 것이며, 파워 유저나 컴퓨터 기술자가 이러한 것들을 제거해야 할 수 있다. (다만 인터넷 익스플로러 7 이상의 경우 웹 브라우저 인터넷 옵션의 고급에 들어가면 도구 모음을 완전히 지울 수 있는 "원래대로" 기능이 있다.) 다만 모든 도구 모음이 언제나 위험한 것은 아니다.

## 같이 보기
- 리본 (컴퓨팅)